# Megastigmus adelaidensis
Megastigmus adelaidensis är en stekelart som beskrevs av Girault 1915. Megastigmus adelaidensis ingår i släktet Megastigmus och familjen gallglanssteklar. Inga underarter finns listade i Catalogue of Life.